# New Jersey: The Videos
New Jersey: The Videos è una raccolta di videoclip dei Bon Jovi, pubblicata nel 1989. La registrazione contiene tutti i video prodotti per l'album New Jersey e, inoltre, sono presenti alcune interviste al personale del gruppo e i vari dietro le quinte. New Jersey: The Videos fu messa in vendita anche in formato doppia VHS insieme al documentario Access All Areas: A Rock & Roll Odyssey.

## Tracce
1. Bad Medicine (Jon Bon Jovi, Richie Sambora, Desmond Child)
2. Born to Be My Baby (Bon Jovi, Sambora, Child)
3. I'll Be There for You (Bon Jovi, Sambora)
4. Lay Your Hands on Me (Bon Jovi, Sambora)
5. Living in Sin (Bon Jovi)
6. Blood on Blood (Versione live) (Bon Jovi, Sambora, Child)
7. Bad Medicine (Versione live)

## Formazione
- Jon Bon Jovi - voce, chitarra
- Richie Sambora - chitarra solista, voce
- David Bryan - tastiere, seconda voce
- Alec John Such - basso, seconda voce
- Tico Torres - batteria